# Гемптон-Кортська конференція
Гемптон-Кортська конференція — зустріч, проведена у січні 1604 року у палаці Гемптон Корт, для обговорення з королем Яковом I положень стосовно англіканської церкви, з урахуванням пропозицій, внесених пуританами.

## Історія
Спочатку зустріч було заплановано для проведення у листопаді 1603 року, але спалах чуми змусив перенести початок конференції на січень. Її було скликано у відповідь на низку пропозицій пуритан, викладених у Тисячній петиції.
Зустріч проводилась між двома основними партіями: партією архієпископа Джона Вітгіфта за підтримки єпископату й інших церковних чинів та представниками поміркованих пуритан. Деякі історики вважають, що король Яків після консультацій з Вітгіфтом навмисне запросив до участі у конференції поміркованих пуритан, а не радикально налаштованих їхніх колег. Де-факто лідером пуритан був Джон Рейнольдс. Конференція складалась із трьох засідань упродовж трьох днів.
Конференція, в основному, мала сприятливі наслідки для каноників, хоча й пуритани отримали свою вигоду. Наслідком Гемптон-Кортської конференції стало введення у вжиток нового перекладу Біблії англійською мовою.